# TPM4
Le TPM4 est l'un des quatre gènes assurant la synthèse de la tropomyosine. Il est situé sur le chromosome 19 humain.

## Rôles
Il est constitutif du cytosquelette. Il est exprimé dans différentes cellules, dont les neurones au niveau synaptique, dans les ostéoclastes où il régule ses capacités adhésives et sa fonction ostéoclastique.

## En médecine
Une mutation de son gène est responsable d'une thrombopénie.